# Гилёвская роща
Гилёвская роща — лесопарк, входящий в состав городских лесов города Тюмени, использующийся как зона отдыха. Расположена на высоком берегу озера Кривого, по территории протекает речка Войновка.
Получила название по располагающейся рядом деревне Гилёво.

## История
В 1968 году решением облисполкома Гилёвская роща получила статус памятника природы местного значения. Площадь лесного массива составляет в 89 га. Лесообразующими породами являются сосна и берёза.
Значительно позднее Гилёвская роща стала преимущественно прогулочной зоной. В 1984 году здесь появились первые беседки и пешеходные дорожки. В 2014 году территорию парка была реконструирована. В общественном обсуждении по благоустройству Гилёвской рощи участвовали более 7 тысяч человек. Их мнение помогло сформулировать запросы и конечные требования к благоустройству территории.
В этот период в округе стартовали значимые для города проекты: был благоустроен лесопарк «Гилёвская роща», разработана комплексная программа по благоустройству микрорайона «Тура», где предусмотрено строительство дорог, ремонта дворов, обустройства скверов.
После глобальной реконструкции в 2017 году парк стал популярен.
На территории лесопарка организуются спортивные соревнования и занятия по физической подготовке. Зимой работает лыжная база.